# Transformation unitaire
Une transformation unitaire est un isomorphisme entre deux espaces préhilbertiens. En d'autres termes, une transformation unitaire est une fonction bijective U : H1→H2, où H1 et H2 sont des espaces préhilbertiens, telle que :
Une transformation unitaire est une isométrie vectorielle, comme on peut le voir en supposant x = y dans cette formule.
Dans le cas où H1 et H2 sont le même espace, une transformation unitaire est un automorphisme de cet espace de Hilbert, qui est alors aussi appelé opérateur unitaire, ou automorphisme orthogonal.
Une notion relativement proche est celle de transformation antiunitaire, qui est une fonction bijective U : H1→H2 entre deux espaces hermitiens telle que :
où la barre horizontale représente la conjugaison.